# Mirošov (stacja kolejowa)
Mirošov – stacja kolejowa w Mirošovie, w kraju pilzneńskim, w Czechach. Położona jest na wysokości 430 m n.p.m.
Na stacji istnieje możliwość zakupu biletu i rezerwacji miejsc.. 

## Linie kolejowe
- 175 Rokycany - Nezvěstice